# SNES-CD
El Super NES CD-ROM System (comúnmente abreviado como SNES-CD), conocido como Super Famicom CD-ROM Adapter en Japón, es un prototipo de periférico inédito para Super Nintendo Entertainment System (SNES). El complemento se basó en la funcionalidad de SNES basado en cartuchos al agregar soporte para un formato basado en CD-ROM conocido como Super Disc.
La plataforma SNES-CD se desarrolló en asociación entre Nintendo y Sony. Se planeó lanzar la plataforma como un complemento para la versión estándar de SNES, así como una consola híbrida de Sony llamada PlayStation (apodada "Nintendo PlayStation" para distinguirla de la posterior consola Sony del mismo nombre) similar a Twin Famicom de Sharp y TurboDuo de NEC. Otra asociación con Philips produjo algunos juegos con temática de Nintendo para la plataforma CD-i en lugar del SNES-CD. Sony promovió de forma independiente sus desarrollos en su propia consola independiente, que terminó heredando el nombre de PlayStation y se convertiría en el principal competidor del sucesor de cartuchos de Super NES, el Nintendo 64.

## Historia

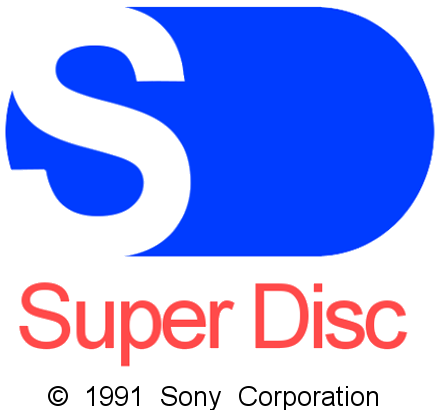
Recreación de un logotipo de Super Disc utilizado desde 1991 hasta 1993

El ingeniero de Sony Ken Kutaragi se interesó en trabajar con videojuegos después de ver a su hija jugar en la consola de videojuegos Famicom de Nintendo. Aceptó un contrato con Sony para desarrollar hardware que impulsaría el subsistema de audio de la próxima consola de Nintendo, la Super NES. Kutaragi desarrolló en secreto el chip, el Sony SPC 700. Como Sony no estaba interesado en el negocio de los videojuegos, la mayoría de sus superiores no aprobaron el proyecto, pero Kutaragi encontró apoyo en el ejecutivo de Sony Norio Ohga y se le permitió continuar. El éxito del proyecto impulsó a Nintendo a asociarse con Sony para desarrollar un complemento de CD-ROM para Super NES y una consola de la marca Sony que reproduciría tanto cartuchos SNES como juegos lanzados para el nuevo formato Super Disc.
El desarrollo del formato comenzó en 1988, cuando Nintendo firmó un contrato con Sony para producir un complemento de CD-ROM para SNES. El sistema debía ser compatible con los títulos existentes de SNES, así como con los títulos lanzados para el formato Super Disc. Según su acuerdo, Sony desarrollaría y mantendría el control sobre el formato Super Disc, con lo que Nintendo cedería efectivamente una gran cantidad de control de las licencias de software a Sony. Además, Sony también sería el único beneficiario de las licencias relacionadas con el software de música y películas que había estado persiguiendo agresivamente como una aplicación secundaria. El presidente de Nintendo, Hiroshi Yamauchi, ya desconfiaba de Sony en este punto y lo consideró inaceptable, ya que Sony era el único proveedor del chip de audio, el S-SMP, utilizado en SNES y requería que los desarrolladores pagaran por una costosa herramienta de desarrollo de Sony. Para contrarrestar el acuerdo propuesto, Yamauchi envió al presidente de Nintendo of America, Minoru Arakawa (su yerno) y al ejecutivo Howard Lincoln a Europa para negociar un contrato más favorable con Philips, el rival de la industria de Sony. Como lo describe David Sheff en su libro Game Over, "[El acuerdo con Philips] estaba destinado a hacer dos cosas a la vez: devolver a Nintendo su dominio absoluto sobre el software y, con gracia, Sony". En el Consumer Electronics Show de junio de 1991, Sony anunció su consola de cartucho/CD compatible con SNES, la "PlayStation". Al día siguiente, Nintendo reveló su asociación con Philips en la feria, una sorpresa para toda la audiencia, incluida Sony.
Mientras Nintendo y Sony intentaban resolver sus diferencias, se crearon entre doscientos y trescientos prototipos de PlayStation, y se estaba desarrollando el software para el sistema. En 1992, se llegó a un acuerdo que le permitió a Sony producir hardware compatible con SNES, y Nintendo retuvo el control y las ganancias de los juegos. Las dos organizaciones nunca repararon la brecha entre ellas y para el año siguiente, Sony había abandonado el desarrollo adicional del CD-ROM de Super NES y, en cambio, reorientó sus esfuerzos en desarrollar su propia consola para la próxima generación de consolas que se conoció como PlayStation.

## Prototipo
En noviembre de 2015, se informó que se había encontrado uno de los prototipos originales de "Nintendo PlayStation". Según los informes, el prototipo fue abandonado por el exdirector ejecutivo de Sony Computer Entertainment, Ólafur Jóhann Ólafsson, durante su tiempo en Advanta. Un extrabajador de Advanta (Terry Diebold) adquirió el dispositivo como parte de un lote durante la subasta de quiebras de Advanta en 2009. Más tarde se confirmó que el sistema estaba operativo y la unidad reproduce cartuchos Super Famicom, así como el cartucho de prueba que acompañaba a la unidad, aunque la salida de audio y la unidad de CD no funcionaban. Algunos grupos intentaron desarrollar software casero para la consola, como Super Boss Gaiden, ya que no se conocían juegos que utilizaran la unidad de CD.
El prototipo vino con una versión de Sony/PlayStation del controlador estándar Super Famicom (número de modelo SHVC-005).  En marzo de 2016, el sitio web de juegos retro RetroCollect informó que ellos (y miembros influyentes de las comunidades de emulación en línea) habían recibido (de una fuente anónima) una ROM de arranque en disco funcional para el SNES-CD.
Diebold le había dado la unidad a Benjamin Heckendorn, un modder de consola, para que la mirara, alrededor de 2017. Heckendorn proporcionó un video desmontable del sistema, a través del cual pudo identificar fallas en varios componentes a bordo que él posteriormente reemplazó, lo que resultó en la solución indirecta de los problemas de la unidad de audio y de CD. Heckendorn mostró CD de audio funcionando en el sistema, ya que no se conocían CD de juegos, pero afirmó que los juegos caseros funcionaban.
El prototipo fue puesto a subasta por Diebold en febrero de 2020, con un precio inicial de venta de 15.000 dólares, pero la subasta superó rápidamente los 350.000 dólares en dos días. Fue subastado en 360.000 dólares a Greg McLemore, un empresario y fundador de Pets.com, que tiene una gran colección de otro hardware de videojuegos y planea establecer un museo permanente para este tipo de hardware.

### Especificaciones técnicas
El video de desmontaje de julio de 2016 de Heckendorn proporciona especificaciones técnicas del prototipo, ya que ni Sony ni Nintendo publicaron ninguno. Heckendorn dijo que el sistema probablemente habría sido tan poderoso como un Super NES estándar, pero no tan poderoso como el Sega CD. La unidad independiente tiene los siguientes conectores: dos puertos de controlador Super NES, una ranura para cartuchos, una unidad de CD-ROM de doble velocidad, conectores compuestos RCA, S-Video, RFU DC OUT (similar a la PlayStation SCPH-1001), un puerto de salida AV de múltiples salidas (el mismo que aparece en Super NES, Nintendo 64 y GameCube), conector para auriculares en la parte frontal, un puerto serie etiquetado "NEXT" (probablemente para depuración) y un puerto de expansión debajo de la unidad.
| SISTEMA                           | PC Engine CD-ROM²                            | Sega CD  | SNES-CD (SFX-100)                             |
| --------------------------------- | -------------------------------------------- | -------- | --------------------------------------------- |
| CPU (MHz)                         | 7.16                                         | 7.16     | 3.58                                          |
| Co-CPU (MHz)                      | Ninguno                                      | 4        | 2.048                                         |
| Ancho de bus (Bits)               | 8                                            | 16       | 8                                             |
| Procesador complementario (MHz)   | Ninguno                                      | 12.5     | Ninguno o 21 MHz (NEC V-810 versión Phillips) |
| Video complementario              | Ninguno                                      | Presente | Ninguno                                       |
| Audio complementario              | CD                                           | Ricoh+CD | CD                                            |
| Velocidad CD-ROM                  | 1x                                           | 1x       | 2x                                            |
| RAM principal (KB)                | 8                                            | 64       | 128                                           |
| Video RAM (KB)                    | 64                                           | 64       | 64                                            |
| Audio RAM (KB)                    | 0                                            | 8        | 64                                            |
| Exp RAM (KB)                      | 64 (256 Kb Super CD y 2048 con Arcade Card)  | 512      | 256 (512 o 1024 con Phillips Snes CD)         |
| Exp Video RAM (KB)                | 0                                            | 256      | 0                                             |
| Exp Audio RAM (KB)                | 64                                           | 64       | 0                                             |
| CD Caché RAM (KB)                 | 0                                            | 16       | 32 (128 versión Phillips)                     |
| Apoyo RAM (KB) para guardar datos | 0                                            | 8        | 8                                             |
| RAM total (KB)                    | 200 (392 con Super CD, 2148 con Arcade Card) | 992      | 552 (902 o 1416 Phillip Snes CD)              |

## Legado
Después de que fracasara el contrato original con Sony, Nintendo continuó su asociación con Philips. Este contrato otorgó a Philips el derecho de presentar los personajes de Nintendo en algunos juegos para su dispositivo multimedia CD-i, pero nunca resultó en un complemento de CD-ROM para SNES. Al ser testigo de la mala recepción del Sega CD, Nintendo canceló los planes para el complemento. Los juegos CD-i con temática de Nintendo fueron muy mal recibidos, y el CD-i en sí se considera un fracaso comercial. El juego principal en desarrollo para el lanzamiento de la plataforma SNES-CD fue Secret of Mana de Square, cuyo contenido planificado se redujo al tamaño adecuado para el cartucho y se lanzó en ese medio.
Ken Kutaragi y Sony continuaron desarrollando su propia consola y lanzaron la PlayStation en 1994. La consola basada en CD compitió con éxito con la Nintendo 64 basada en cartuchos de Nintendo y otros sistemas de consola basados en CD como Fujitsu FM Towns Marty, la NEC PC-FX, SNK Neo Geo CD, Panasonic 3DO Interactive Multiplayer y Sega Saturn. La sociedad rota con Sony a menudo se ha citado como un error por parte de Nintendo, creando efectivamente un rival formidable en el mercado de los videojuegos. Nintendo no lanzaría una consola propia basada en disco óptico hasta el lanzamiento de GameCube en 2001.